# Anton Kochenkov
Anton Aleksandrovich Kochenkov (tiếng Nga: Антон Александрович Коченков; sinh ngày 2 tháng 4 năm 1987) là một cầu thủ bóng đá người Nga-Kyrgyzstan  thi đấu ở vị trí thủ môn. Anh thi đấu cho F.K. Lokomotiv Moskva.

## Danh hiệu
Lokomotiv Moskva
- Cúp quốc gia Nga: 2016-17

## Thống kê sự nghiệp

### Câu lạc bộ
Tính đến 13 tháng 5 năm 2018
| Câu lạc bộ                 | Mùa giải             | Giải vô địch                | Giải vô địch | Giải vô địch | Cúp     | Cúp       | Châu lục | Châu lục  | Khác    | Khác      | Tổng cộng | Tổng cộng |
| Câu lạc bộ                 | Mùa giải             | Hạng đấu                    | Số trận      | Bàn thắng    | Số trận | Bàn thắng | Số trận  | Bàn thắng | Số trận | Bàn thắng | Số trận   | Bàn thắng |
| -------------------------- | -------------------- | --------------------------- | ------------ | ------------ | ------- | --------- | -------- | --------- | ------- | --------- | --------- | --------- |
| F.K. Lokomotiv Moskva      | 2004                 | Giải bóng đá ngoại hạng Nga | 0            | 0            | 0       | 0         | 0        | 0         | –       | –         | 0         | 0         |
| F.K. Lokomotiv Moskva      | 2005                 | Giải bóng đá ngoại hạng Nga | 0            | 0            | 0       | 0         | 0        | 0         | –       | –         | 0         | 0         |
| F.K. Lokomotiv Moskva      | 2006                 | Giải bóng đá ngoại hạng Nga | 0            | 0            | 0       | 0         | 0        | 0         | –       | –         | 0         | 0         |
| F.K. Lokomotiv Moskva      | 2007                 | Giải bóng đá ngoại hạng Nga | 0            | 0            | 0       | 0         | 0        | 0         | –       | –         | 0         | 0         |
| F.K. Lokomotiv Moskva      | 2008                 | Giải bóng đá ngoại hạng Nga | 0            | 0            | 0       | 0         | 0        | 0         | –       | –         | 0         | 0         |
| F.K. Nizhny Novgorod       | 2008                 | PFL                         | 18           | 0            | 0       | 0         | –        | –         | –       | –         | 18        | 0         |
| F.K. Nizhny Novgorod       | 2009                 | FNL                         | 35           | 0            | 2       | 0         | –        | –         | –       | –         | 37        | 0         |
| F.K. Nizhny Novgorod       | Tổng cộng            | Tổng cộng                   | 53           | 0            | 2       | 0         | 0        | 0         | 0       | 0         | 55        | 0         |
| F.K. Volga Nizhny Novgorod | 2010                 | FNL                         | 24           | 0            | 1       | 0         | –        | –         | –       | –         | 25        | 0         |
| F.K. Rostov                | 2011–12              | Giải bóng đá ngoại hạng Nga | 17           | 0            | 3       | 0         | –        | –         | –       | –         | 20        | 0         |
| P.F.K. Spartak Nalchik     | 2012–13              | FNL                         | 32           | 0            | 1       | 0         | –        | –         | 2       | 0         | 35        | 0         |
| F.K. Mordovia Saransk      | 2013–14              | FNL                         | 28           | 0            | 3       | 0         | –        | –         | –       | –         | 31        | 0         |
| F.K. Mordovia Saransk      | 2014–15              | Giải bóng đá ngoại hạng Nga | 30           | 0            | 3       | 0         | –        | –         | –       | –         | 33        | 0         |
| F.K. Mordovia Saransk      | Tổng cộng            | Tổng cộng                   | 58           | 0            | 6       | 0         | 0        | 0         | 0       | 0         | 64        | 0         |
| F.K. Lokomotiv Moskva      | 2015–16              | Giải bóng đá ngoại hạng Nga | 0            | 0            | 0       | 0         | 0        | 0         | –       | –         | 0         | 0         |
| F.K. Krasnodar             | 2015–16              | Giải bóng đá ngoại hạng Nga | 0            | 0            | 0       | 0         | 0        | 0         | –       | –         | 0         | 0         |
| F.K. Tom Tomsk             | 2016–17              | Giải bóng đá ngoại hạng Nga | 12           | 0            | 1       | 0         | –        | –         | –       | –         | 13        | 0         |
| F.K. Lokomotiv Moskva      | 2016–17              | Giải bóng đá ngoại hạng Nga | 0            | 0            | 0       | 0         | –        | –         | –       | –         | 0         | 0         |
| F.K. Lokomotiv Moskva      | 2017–18              | Giải bóng đá ngoại hạng Nga | 7            | 0            | 0       | 0         | 3        | 0         | –       | –         | 10        | 0         |
| F.K. Lokomotiv Moskva      | Tổng cộng (3 spells) | Tổng cộng (3 spells)        | 7            | 0            | 0       | 0         | 3        | 0         | 0       | 0         | 10        | 0         |
| Tổng cộng sự nghiệp        | Tổng cộng sự nghiệp  | Tổng cộng sự nghiệp         | 203          | 0            | 14      | 0         | 3        | 0         | 2       | 0         | 222       | 0         |

## Danh hiệu

### Câu lạc bộ
Lokomotiv Moskva
- Giải bóng đá ngoại hạng Nga (1): 2017–18